# Холмівка
Хо́лмівка (до 1948 року — Заланко́й, крим. Zalanköy) — село в Україні, в Бахчисарайському районі Автономної Республіки Крим. Підпорядковане Красномацькій сільській раді. 
Є версія, що історична назва села перекладається з кримськотатарської як «село тирана». Незабаром після сталінської депортації кримськотатарського народу радянська влада дала селу нинішню назву – Холмівка.

## Опис
Розташоване на півдні району в межах середнього передгір'я Криму, на лівому березі річки Бельбек. До села прилягають історична місцевість Ескі-Кермен. Найбільше підприємство Тепличний комбінат, ТОВ «Агрофірма Україна», територія сприятлива для вирощування ароматичних культур.
На кладовищі села Холмівка похований бандурист Євген Олександрович Адамцевич.
В селі діє мечеть Заланкой Джамісі.